# 西格蒙德·拉舍爾
西格蒙德·拉舍爾（德語：Sigmund Rascher，1909年2月12日—1945年4月26日）是德國黨衛軍醫生。第二次世界大戰期間，在達豪的納粹集中營策劃及執行一連串致命的人體試驗。
1944年，他的妻子意圖拐走幼兒遭到逮捕，親衛隊當局調查後發現他先前的三個子女也全部都是誘拐或買賣而來的(他的妻子號稱懷孕時已經48歲)。希姆萊得知後大怒，並且下令嚴加查辦。拉舍爾被捕後又被查出貪汙、謀殺實驗助手與科學詐欺等罪行，最後夫妻都被判處死刑，於1945年4月26日、美軍逼近達豪集中營的時分處死。